# Streetdance – Step Up 2.
A Streetdance – Step Up 2. (eredeti cím: Step Up 2: The Streets) 2008-ban bemutatott amerikai zenés film Jon M. Chu rendezésében.

## Cselekmény
A film egy lányról szól, Andie-ről, aki Baltimore-ban lakik. Az utcán nőtt fel, az anyukája meghalt rákban, az anyja barátnőjénél él. Egy bandában van a 410-nél, de egy nap rosszat csinálnak és Texasba akarja küldeni Sarah a nagynénjéhez. Majd elszökik otthonról, de jó barátja Tyler Gage rátalál és ajánlatot tesz neki, ha legyőzi a táncban, beiratkozik a Maryland-i Művészeti suliba. Tyler megnyeri és rászedi Sarah-t, hogy beiratkozhasson, de a felvételit neki kell megcsinálni. Majd ott találkozik Chase Collins-szal, aki beleszeret a lányba.
De ezt megtudja a 410-ek bandájának főnöke és kirúgja a bandából. Majd később Chase-zel alakítanak egy külön csapatot és azzal lépnek fel a Streets-en. Chase és Andie románca kezd kibontakozni. De kezd eldurvulni a dolog, mert megtudja ezt Tuck, a bandafőnök és egy este összeverik Chase-t, majd betörnek a suli próbatermébe. Mr. Collins igazgató, aki Chase bátya, sejti, hogy Andie miatt történt ez a dolog, és kicsapja a suliból, mert Andie mindent magára vállal, hogy megvédje a többieket és így a bandának is vége. 
Az új suli estjén lesz a Streets is és elmegy Chase az egész csapattal Andie-hez, aki nehezen bele egyezik, hogy elmenjenek és megnyerik a Streets-et, végül Chase és Andie egymásra találnak.

## Szereplők
| Színész                | Szerep              | Magyar hang      |
| ---------------------- | ------------------- | ---------------- |
| Briana Evigan          | Andrea "Andie" West | Szabó Zselyke    |
| Robert Hoffman         | Chase Collins       | Molnár Levente   |
| Adam G. Sevani         | Moose               | Stukovszky Tamás |
| Will Kemp              | Black Collins       | Dányi Krisztián  |
| Cassie Ventura         | Sophie Donovan      | Sánta Annamária  |
| Christoper Scott       | Hair                |                  |
| Sonja Sohn             | Sarah               | Hirling Judit    |
| Telisha Shaw           | Felicia             | Gerbert Judit    |
| Channing Tatum (cameo) | Tyler Gage          | Előd Botond      |
| Janelle Cambridge      | Fly                 |                  |
| LaJon Dantzler         | Smiles              |                  |
| Luis Rosado            | Monster             | Joó Gábor        |
| Mari Koda              | Jenny Kido          | Dögei Éva        |

## Fordítás
- Ez a szócikk részben vagy egészben  a   Step Up 2: The Streets című angol Wikipédia-szócikk fordításán alapul.  Az eredeti cikk szerkesztőit annak laptörténete sorolja fel. Ez a jelzés csupán a megfogalmazás eredetét és a szerzői jogokat jelzi, nem szolgál a cikkben szereplő információk forrásmegjelöléseként.